# Sodo (Togo)
Pour les articles homonymes, voir Sodo (homonymie).
Sodo est une localité située dans la région des Plateaux au Togo, à environ 140 kilomètres au nord de Lomé, la capitale du pays.

## Géographie
Sodo est nichée dans une région montagneuse verdoyante, caractéristique de la région des Plateaux. Elle se trouve à une altitude de 445 mètres, offrant un climat modéré favorable aux activités agricoles.

## Histoire
Sodo vient de la langue Akposso

## Économie
L'économie de Sodo repose principalement sur l'agriculture de subsistance et l'élevage. Les cultures locales comprennent le maïs, le manioc et les légumineuses, qui sont typiques de la région des Plateaux[réf. nécessaire].

## Éducation
Sodo est reconnue pour son engagement envers l'éducation. Des initiatives communautaires, telles que la construction de nouveaux bureaux et bancs pour les écoliers, ont été menées pour améliorer les infrastructures éducatives locales.

## Environnement
La région des Plateaux, où se situe Sodo, est réputée pour ses paysages naturels exceptionnels, combinant montagnes, forêts et vallées. Ce cadre attire les visiteurs et favorise une agriculture durable.